# Старе Мазіково
Старе Мазі́ково (рос. Старое Мазиково, марій. Мазиково) — присілок у складі Моркинського району Марій Ел, Росія. Входить до складу Моркинського міського поселення.

## Населення
Населення — 53 особи (2010; 69 у 2002).
Національний склад (станом на 2002 рік):
- росіяни — 57 %
- лучні марійці — 43 %